# Flash Airlines
Flash Airlines fue una aerolínea chárter privada que operaba desde El Cairo, Egipto y formaba parte de la empresa de turismo Flash Group. La aerolínea operó dos aviones Boeing 737-3Q8 fabricados en 1993, cesó sus operaciones en 2004.

## Historia

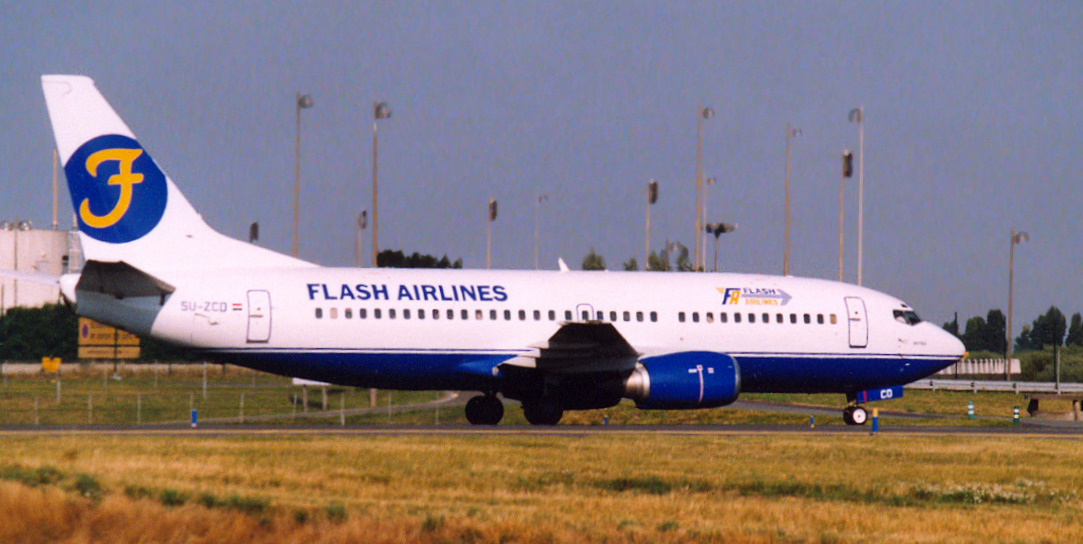
Un Boeing 737-300 de Flash Airlines en el Aeropuerto Charles de Gaulle de París, Francia. (2003)

La aerolínea se estableció en 1995 como Heliopolis Airlines. Recibió su certificado de funcionamiento de las autoridades egipcias en 1996. Se convirtió en miembro del grupo Flash en 2000. Durante ese año, Flash Airlines tenía un 737-300 con otro que se incorporó en 2002.
En 2002, las autoridades de aviación suizas realizaron una inspección sorpresa en el SU-ZCF, un Boeing 737-300 de la compañía. Descubrieron que faltaban máscaras de oxígeno para los pilotos, falta de tanques de oxígeno e instrumentos de cabina inoperables. Los suizos dejaron en tierra el avión hasta que Flash reparó el avión. Varios días después, Suiza prohibió a Flash Airlines operar en su territorio. Polonia también prohibió a Flash, mientras que los operadores turísticos en Noruega dejaron de contratar la compañía.
Según la aerolínea, sus aviones estaban equipados con los últimos equipos de navegación y sus pilotos tenían al menos 5000 horas de vuelo. A principios de 2004, SU-ZCF se estrelló mientras operaba el vuelo 604 de Flash desde Sharm el-Sheikh a París a través de El Cairo. La investigación posterior expuso las deficientes medidas de seguridad y la desorientación del piloto, lo que llevó a la desaparición de Flash Airlines.

## Flota

### Flash Airlines
La flota de Flash Airlines estuvo compuesta por los siguientes aviones durante sus operaciones:
| Aeronave       | Registro | Entregado             | Retiro             | Destino                                                  |
| -------------- | -------- | --------------------- | ------------------ | -------------------------------------------------------- |
| Boeing 737-3Q8 | SU-ZCF   | 22 de julio de 2001   | 3 de enero de 2004 | Se estrelló operando como el Vuelo 604 de Flash Airlines |
| Boeing 737-3Q8 | SU-ZCD   | 16 de febrero de 2002 | 5 de marzo de 2004 | Se convirtió en N271LF con ILFC                          |

### Heliopolis Airlines
La flota de Heliopolis Airlines estaba formada por los siguientes aviones antes de fusionarse con el grupo Flash:
| Aeronave                | Registro | Entregado             | Retiro                | Destino                                                                                         |
| ----------------------- | -------- | --------------------- | --------------------- | ----------------------------------------------------------------------------------------------- |
| Airbus A310-222         | SU-ZCC   | 27 de octubre de 1997 | 26 de agosto de 1999  | Fue transferido como N453FE a FedEx Express                                                     |
| Boeing 737-3Q8          | SU-ZCE   | 21 de abril de 2000   | 17 de mayo de 2000    | Se convirtió en N221LF con ILFC, luego se convirtió en SU-ZCF                                   |
| Boeing 737-3Q8          | SU-ZCF   | 23 de junio de 2001   | 22 de julio de 2001   | Permaneció como SU-ZCF con Flash Airlines                                                       |
| Boeing 737-3Q8          | SU-ZCD   | 16 de febrero de 2000 | 27 de agosto de 2000  | Permaneció como SU-ZCD con Ecoair International                                                 |
| McDonnell Douglas MD-83 | SU-ZCA   | 23 de agosto de 1996  | 13 de febrero de 1998 | Se convirtió en HK-4137X con Avianca, involucrado en el accidente del Vuelo 5017 de Air Algérie |

## Accidentes e incidentes
- El 3 de enero de 2004, el Vuelo 604 de Flash Airlines, operado por un Boeing 737-300 de matrícula SU-ZCF, se estrelló en el Mar Rojo poco después de despegar de Sharm el-Sheikh. Todos los pasajeros y la tripulación murieron. Como resultado del accidente, Flash Airlines cerró en marzo de 2004.